# Seigneurie du Gibelet

La seigneurie du Gibelet est un des fiefs du comté de Tripoli.

## Histoire
Gibelet, connue depuis l'Antiquité sous le nom de Byblos et actuellement aussi sous le nom de J'baïl, fut prise par les croisés en 1104. Après la prise de Tripoli par le comte Bertrand, la ville est donnée par ce dernier aux Génois, lesquels le donnèrent à l'un des leurs, Hugues Ier Embriaco. Ses descendants conservèrent le fief jusqu'en 1302, à l'exception des années qui suivirent 1187 où il fut occupé par Saladin, et de la période entre 1282 et 1289. En 1302, devant la pression des Mamelouks, la ville fut abandonnée, pacifiquement semble-t-il.

## Étendue géographique
C'est le fief littoral le plus au sud du comté de Tripoli, limitrophe du royaume de Jérusalem et de sa seigneurie vassale de Beyrouth.

## Féodalité
Suzerain : le comte de Tripoli

## Liste des seigneurs
avant 1127-1135 : Hugues Ier Embriaco
1135-1157 : Guillaume II Embriaco
marié à Fadie, fille de Manassès de Hierges
1157-1184 : Hugues II Embriaco († 1184), fils du précédent
1184-1187 : Hugues III Embriaco († 1196), fils du précédent
marié en 1179 à Étiennette de Milly
1187-1197 : conquis par Saladin après la bataille de Hattin
1197-1241 : Guy Ier Embriaco († 1241), fils d'Hugues III et d’Étiennette de Milly
marié en 1204 à Alix, fille de Bohémond III d'Antioche et de Sibylle
1241-1271 : Henri Ier Embriaco († 1271), fils du précédent
marié vers 1250 à Isabelle, fille de Balian d'Ibelin, seigneur de Beyrouth et d'Echive de Montbéliard
1271-1282 : Guy II Embriaco († 1282), fils du précédent
marié à Marguerite, fille de Julien Grenier, comte de Sidon
1282-1289 : occupé par Bohémond VII, comte de Tripoli, puis conquis par les Mamelouks qui le rendent à Pierre Embriaco
1289-1302 : Pierre Embriaco († ap.1310), fils du précédent